# 新生児マススクリーニング
新生児マススクリーニング（）、または新生児スクリーニング（、英: newborn screening）とは、新生児における先天代謝異常などの疾患やその疑いを早期に発見し、発病する前から治療が出来るようにすることを目的とした検査のこと。先天代謝異常等検査（せんてんたいしゃいじょうとうけんさ）とも呼ばれる。
新生児マススクリーニングは1977年から日本国内でも実施され、2011年まで６疾患を対象に検査されてきた。その後、タンデム型質量分析計を使った新しい検査、タンデムマス・スクリーニング法が取り入れられ、それにより対象疾患が19種類にまで増やされた。

## 対象疾患
2011年までに対象とされていた6疾患。
- ガラクトース血症
- フェニルケトン尿症
- メープルシロップ尿症（楓糖尿症）
- ホモシスチン尿症
- 先天性甲状腺機能低下症（クレチン症）
- 先天性副腎皮質過形成

2011年より対象とされる19疾患。
- アミノ酸代謝異常
  - フェニルケトン尿症
  - ホモシスチン尿症
  - メープルシロップ尿症（楓糖尿症）
  - シトルリン血症I型
  - アルギニノコハク酸尿症
  - ミシシッピ性赤尿症
- 有機酸代謝異常症
  - メチルマロン酸血症
  - プロピオン酸血症
  - イソ吉草酸血症
  - メチルクロトニルグリシン尿症
  - ヒドロキシメチルグルタル酸血症
  - 複合カルボキシラーゼ欠損症
  - グルタル酸血症1型
- 脂肪酸代謝異常症
  - 中鎖アシルCoA脱水素酵素欠損症（MCAD欠損症）
  - 極長鎖アシルCoA脱水素酵素欠損症（VLCAD欠損症）
  - 三頭酵素/長鎖3-ヒドロキシアシルCoA脱水素酵素欠損症（TFP/LCHAD欠損症）
  - カルニチンパルミトイルトランスフェラーゼ-1欠損症（CPT-1欠損症）
- 内分泌疾患
  - 先天性甲状腺機能低下症（クレチン症）
  - 先天性副腎皮質過形成
- 糖質代謝異常症
  - ガラクトース血症

上記の内、先天性甲状腺機能低下症、先天性副腎過形成症、ガラクトース血症は従来通りの検査法である。
他、タンデムマス法により検出可能ではあるが、見逃しや有効な治療効果が無いなどの理由により対象疾患から外れているものには、シトリン欠損症、高チロシン血症1型、高アルギニン血症、βケトチオラーゼ欠損症、CPT-2欠損症、CACT欠損症、全身性カルニチン欠乏症、グルタル酸血症2型、SCHAD欠損症がある。